# Tofieldia hybrida
Tofieldia hybrida är en kärrliljeväxtart som beskrevs av Anton Joseph Kerner, Paul Friedrich August Ascherson och Karl Otto Robert Peter Paul Graebner. Tofieldia hybrida ingår i släktet kärrliljor, och familjen kärrliljeväxter. Inga underarter finns listade.